# Grigori Tchoukhnine
Grigori Pavlovitch Tchoukhnine (en russe : Григорий Павлович Чухнин) était un amiral de la Marine impériale de Russie, chef des forces navales en mer Noire, né en 1846 à Nikolaïev et mort le 28 juin 1906 à Sébastopol.

## Biographie
Né dans une famille de la haute noblesse de la province de Kherson, il fit ses études à l’École Alexandre. En août 1858, il fut admis au Corps des Cadets de la Marine. En avril 1865, il fut promu aspirant de marine, le 1er janvier 1871 élevé au grade de lieutenant de marine. De 1869 à 1876 le jeune lieutenant servit à bord de la frégate Prince Pojarski (Князь Пожарский) (Construction 18 novembre 1864 - Lancement 31 août 1867 - Mis en service 1869 - Retiré de la flotte en 1911) et la corvette Varyag. Tchoukhnine était un passionné de jardinage, il possédait une parfaite connaissance de la langue anglaise.
De 1878 à 1879 Grigori Tchoukhnine servit en qualité d’officier supérieur sur le croiseur Asie (Азия - Lancement en septembre 1873 - Retiré de la flotte 6 août 1911 - Démantelé septembre 1923). De 1879 à 1882, il servit à bord de la corvette Askold (Аскольд). L’année 1882, il navigua à bord du clipper Gaïdamak (Гайдамак). De 1882 à 1886, il servit sur la frégate Amiral général. De 1886 à 1890, il exerça le commandement sur la canonnière Mandjour (Манджур). En 1892, il navigua à bord du cuirassé de défense côtière Ne Tron Menya (Не тронь меня - Ne me touche pas). De 1892 à 1896, au grade de capitaine 1er rang il exerça le commandement à bord du Mémoire d'Azov. Il se rendit en Amérique puis en mer Méditerranée.
En 1896, puis 1901-1902 Tchoukhnine servit dans une escadre du Pacifique. De 1896 à 1901, il exerça le commandement du port de Vladivostok. De 1902 à 1904, il dirigea l’Académie de Marine de Nikolaïev.
Le 26 août 1904 Tchoukhnine fut nommé commandant en chef des ports et de la flotte de la mer Noire.
Lors du soulèvement de Sébastopol, le 15 novembre 1905, Alexandre Kouprine fut témoin de la répression brutale menée par Grigori Pavlovitch Tchoukhnine sur le croiseur l'Outchakov (Очаков), il sauva de la mort dix marins. Il décrivit les détails de cette répression sanglante dans un essai : Évènements à Sébastopol. L'essai fut publié dans le journal Наша Жизнь (Notre vie) le 1er décembre 1905 à Saint-Pétersbourg. Après lecture de cet article, Tchoukhnine ordonna l’expulsion immédiate de l’écrivain du gouvernement de Sébastopol dans un délai de trois jours.
Le 27 janvier 1906, un membre du parti des socialistes-révolutionnaires, Catherine Adolfvovna Izmaïlovitch, ouvrit le feu sur Tchoukhnine. Le vice-amiral fut blessé à l’épaule et à l’abdomen, ses blessures étaient bénignes.
À Saint-Pétersbourg, le 19 février 1906, lors du procès des mutins de l’Outchakov, Tchoukhnine approuva la condamnation à mort de l’adjudant Petr Petrovitch Schmidt (1867-1906) (Шмидт, Пётр Петрович Шмидт), de Nikita G. Antonenko (membre du Comité révolutionnaire de l’Ouchakov) et d'Alexandre Gladkov.

### Décès et inhumation
La tentative d’assassinat sur sa personne obligea Grigori Pavlovitch Tchoukhnine à s’entourer d’une protection spéciale. Néanmoins, le 28 juin 1906, il fut assassiné dans sa datcha par des militants inconnus.
Selon les citations du journal, son corps fut transporté immédiatement à l’hôpital. Le crime fut imputé au marin J.S Akimov, un assistant jardinier de la datcha du vice-amiral.
Tchoukhnine fut inhumé en la cathédrale de Saint-Vladimir à Sébastopol.